# Craig McCracken
Craig Douglas McCracken (Charleroi, 31 marzo 1971) è un animatore, sceneggiatore e produttore televisivo statunitense.
È noto soprattutto per essere il creatore delle serie animate Le Superchicche e Gli amici immaginari di casa Foster di Cartoon Network. Inoltre è autore di Wander  di Disney e Kid Cosmic di Netflix.
È sposato con Lauren Faust, scrittrice delle storie dei cartoni da lui ideati.